# Antoine-Patrick Fiszlewicz
 (juin 2020).
 (juin 2020).
Antoine-Patrick Fiszlewicz, né le 20 novembre 1954 à Paris et mort le 16 octobre 2016 au Havre, dit Antoine Fiszlewicz ou Pehef, est un auteur, journaliste et écrivain français. 
Il est l'auteur de plusieurs ouvrages tels que Le Havre. Ah quel estuaire ! (co-écrit avec Eddy Simon), Cirques et compagnie, Une ville/Un peuple, 10 ans de solidarité avec les Sahraouis, et collabore pour plusieurs guides Petit Futé entre 1998 et 2002.

## Biographie
Antoine-Patrick Fiszlewicz est le fils de Pierre Fiszlewicz et de Micheline Fiszlewicz née Badoc. Pierre Fiszlewicz est psychanalyste et membre de l'École freudienne de Paris, et, à ce titre, fait partie de l'ouvrage Histoire de la psychanalyse en France d'Élisabeth Roudinesco.
Antoine Fiszlewicz naît en 1954 à Paris et perd son père à l'âge de 17 ans. Toute sa scolarité se déroule à Paris qu'il quitte pour Sens en 1984. Marié à Isabelle Flandin, il a deux filles, Flora et Anouk[réf. nécessaire].
Touche-à-tout (comme il se définit lui-même[réf. nécessaire]), il a plusieurs vies professionnelles et est passionné par l'aventure humaine. Il envisage d'abord le métier d'archéologue, puis d'ethnologue avant de s'orienter vers les métiers de journaliste de presse écrite et d'écrivain. Son combat est de conserver la mémoire collective et la dignité humaine.
À la suite de diverses publications et d'une opportunité professionnelle, il arrive au Havre en 1999. Il y meurt en 2016, deux jours après la mort de Pierre Étaix. Cette disparition l'affecte profondément. Ils se rencontrent lors d'une interview en 1997 et gardent une correspondance épistolaire et téléphonique jusqu'à la fin[réf. nécessaire].

## Publications
Journaliste/pigiste pour plusieurs revues comme Astrapi, Fluvial, Encore, Histoarts, La Normandie petit à petit et L'Yonne républicaine, il participe à des revues culturelles et artistiques nationales dont La Scène entre 1996 et 2000 et l' Itinérant entre 1998 et 2000.
Il est également le lauréat de plusieurs concours de poésie et de nouvelles[réf. nécessaire] et est publié dans plusieurs revues.
De 2002 à 2016, il est journaliste pour Actualités, le magazine de la municipalité de Gonfreville-l'Orcher. On lui doit également le Petit Futé de Sens, Nord de l'Yonne de 1998 et 2000, et celui de Seine-Maritime de 2000 et 2001. 
En 1999, il publie Le folklore du Koweit, une adaptation française en collaboration avec l'écrivain koweïtienne Bazza Al Batini de The folklore of women and children in Kuwait.
2001, voit apparaître Le Havre. Ah quel estuaire !, .
Cirques et compagnie, ouvrage de référence dans le milieu circassien[réf. nécessaire] voit le jour en 2002. Cet ouvrage apparaît dans de nombreuses bibliographies aussi bien en milieu éducatif,, que dans le milieu professionnel.
La ville de Gonfreville-l'Orcher lui passe plusieurs commandes dont Une ville/Un peuple, 10 ans de solidarité avec les Sahraouis en 2003 et Deux ou trois choses... que je sais du grain à démoudre en 2010.
Le CE[Quoi ?] d'Aircelle (actuel Safran Nacelles) lui propose Des hommes... Une entreprise sur l'histoire d'Hurel-Hispano/Groupe Snecma en 2004,.
Haute-Normandie, pages d'histoire sociale,,, témoignage de syndicalistes est soutenu par l'Institut de l'Histoire Sociale de Seine-Maritime et la CGT de Normandie (2009). Cet ouvrage et les portraits qu'il contient sert de source pour des notices du Maitron.
Juste après sa mort Culture et démocratie : une histoire de la Maison de la culture du Havre sort et retrace plus de 50 années d'existence de la MCH. Son dernier ouvrage paraît en 2017 Des hommes... Une entreprise , version retraçant les dix dernières années du groupe Safran Nacelles mais gardant le même titre.

## Ouvrages

### Essais
- 1999 : Le folklore du Koweit
- 2001 : Le Havre, ah quel estuaire !, éd. Petit à Petit.
- 2002 : Cirques et compagnie, éd. Petit à Petit.
- 2003 : Une ville/Un peuple, 10 ans de solidarité avec les Sahraouis, éd. Ville de Gonfreville L'Orcher.
- 2004 : Des hommes... Une entreprise, éd. CE Hurel Hispano[16]
- 2009 : Haute-Normandie, pages d'histoire sociale, éd. Institut de l'Histoire Sociale[17]
- 2010 : Deux ou trois choses... que je sais du grain à démoudre, éd. Ville de Gonfreville L'Orcher [18]
- 2016 : Culture et démocratie: une histoire de la Maison de la culture du Havre, éd. MCH[19]
- 2017 : Des hommes... Une entreprise, nouvelle version, éd. CE Safran Nacelles[20]

### Petit Futé
- 1998, 1999 et 2000 : Petit Futé Sens Nord de l'Yonne
- 2000 : Petit Futé Seine-Maritime
- 2001 et 2002 : Petit Futé Normandie